# Small Cell

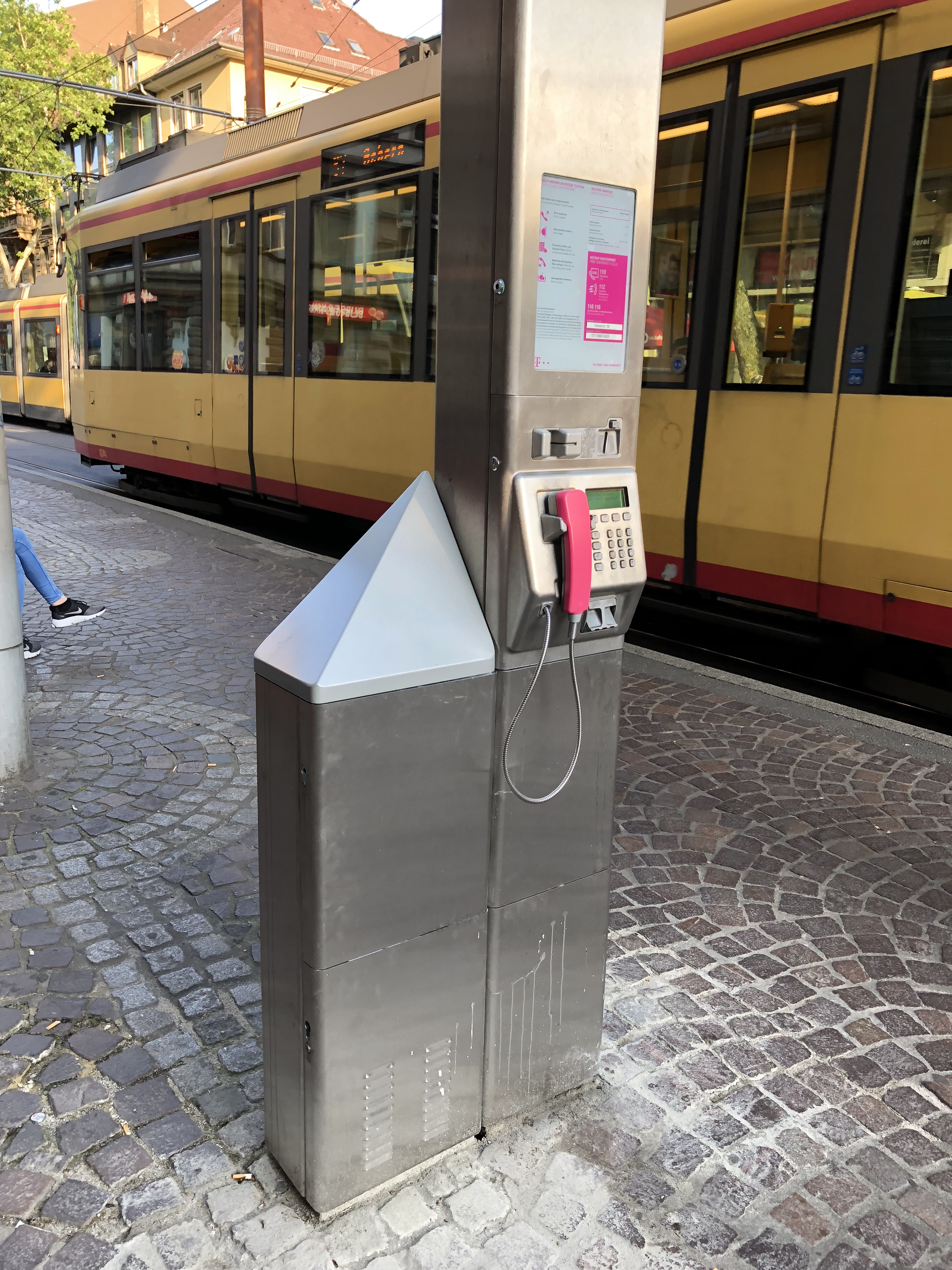
Small Cell links neben einer Telefonsäule

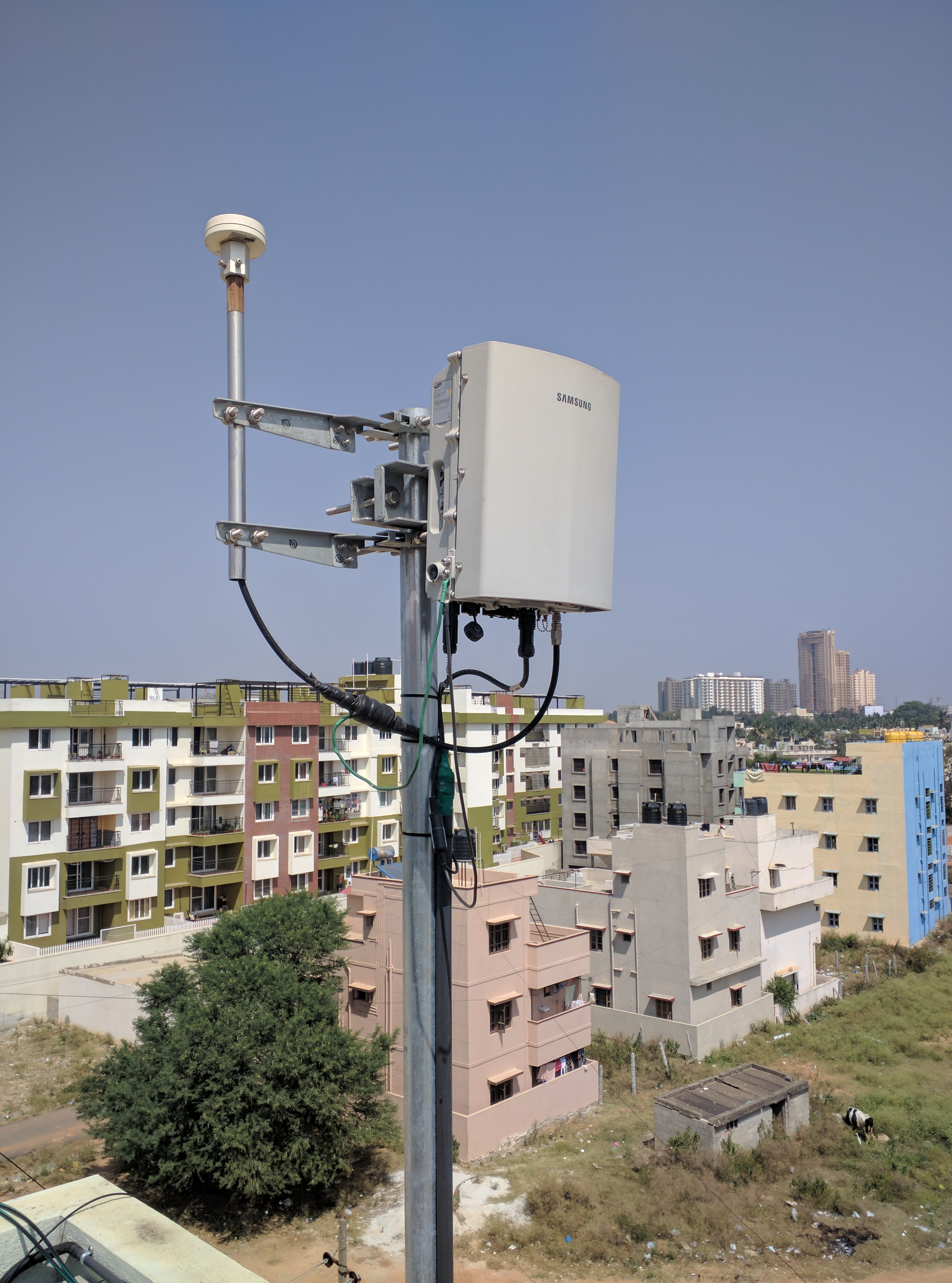
Remote Radio Head einer Small Cell in Indien

Small Cells sind Funkbasisstationen mit geringer Ausgangsleistung in zellulären Mobilfunknetzen und umfassen Femtozellen, Picozellen sowie Mikrozellen. Die Ausdehnung einer Small Cell kann von 10 Metern bis zu einigen Kilometern betragen. Der Begriff „Small“, engl. für „Klein“, bezieht sich dabei auf die relative Größe im Vergleich zu großen Makrozellen, wie sie in Mobilfunknetzen zur Versorgung größerer Bereiche vorkommen. Small Cells werden vor allem dazu verwendet, die Kapazität eines Mobilfunknetzes in räumlich eng bestimmten Bereichen, wie in urbanen Gegenden mit vielen Netzteilnehmern, zu erhöhen. Sie dienen nicht dazu, um die absolute Netzabdeckung zu vergrößern.

## Technik
Häufig nutzen Small Cells eine zentrale Base Transceiver Station und verteilte und kompakte Remote Radio Heads als Sendeantennen. So ein System setzen die deutschen Mobilfunkbetreiber beispielsweise in der Berliner U-Bahn oder auf dem Münchener Flughafen ein.
Small Cells gibt es in vielen verschiedenen Mobilfunkstandards. So werden sie in den in Europa üblichen GSM-, UMTS- sowie LTE-Netzen eingesetzt und werden gerade mit dem Aufkommen von 5G noch eine große Rolle spielen. In Deutschland beispielsweise hat der Mobilfunkbetreiber Deutsche Telekom eine Ausbauoffensive mit Hilfe von Small Cells (Stand: 2018) angekündigt. Diese werden vor allem bei bereits bestehenden Telefonsäulen, Multifunktionsgehäusen oder an Hauswänden platziert. Genutzt wird die bereits im Boden liegende Glasfaserinfrastruktur des Unternehmens.
Gesendet wird überwiegend im 2,6-GHz-Bereich (Band 7) mit LTE. Vereinzelt kann auch Band 3 (1,8 GHz) zum Einsatz kommen.

## Einsatz
Small Cells werden beispielsweise von allen drei deutschen Netzbetreibern auf Volksfesten wie dem Oktoberfest eingesetzt, um die Zelte mit tausenden von Teilnehmern optimal mit Mobilfunk zu versorgen. Jedes Jahr steigt die übertragene Datenmenge an, sodass die Netzbetreiber gezwungen sind, mehr Kapazitäten zur Verfügung zu stellen. Auch in Stadien oder Konzerthallen können solche Mobilfunkstandorte verbaut werden.

## Galerie

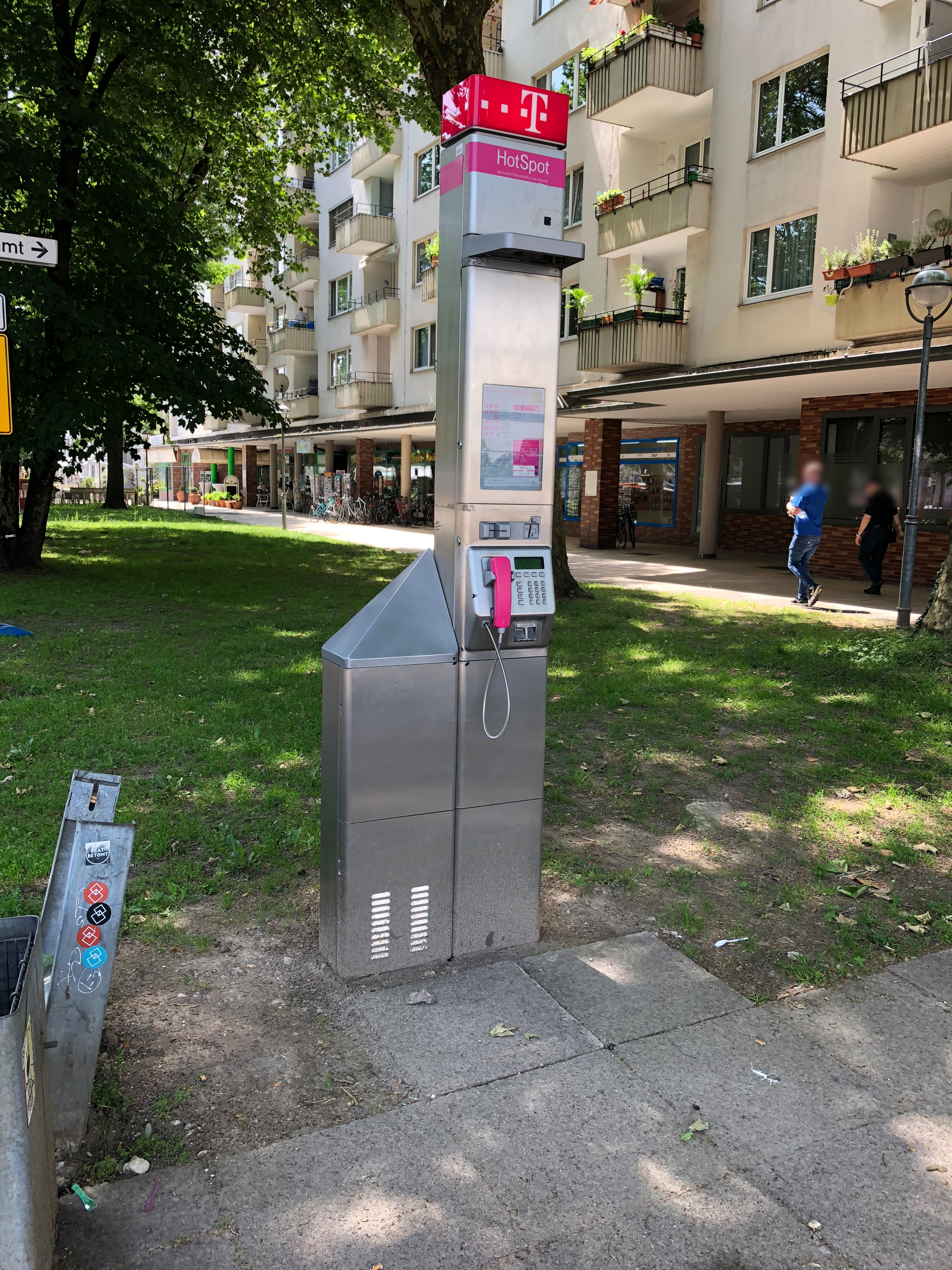
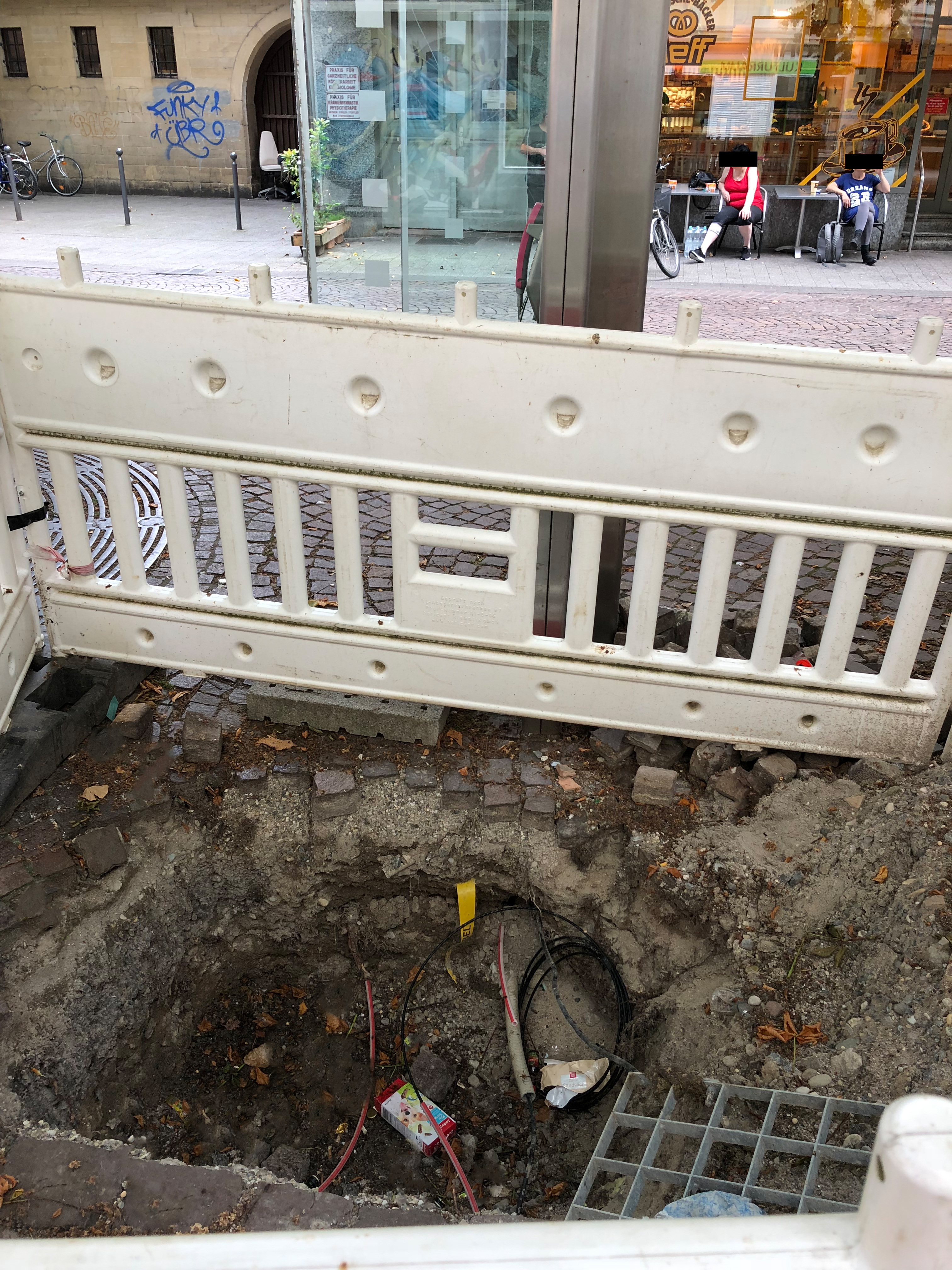
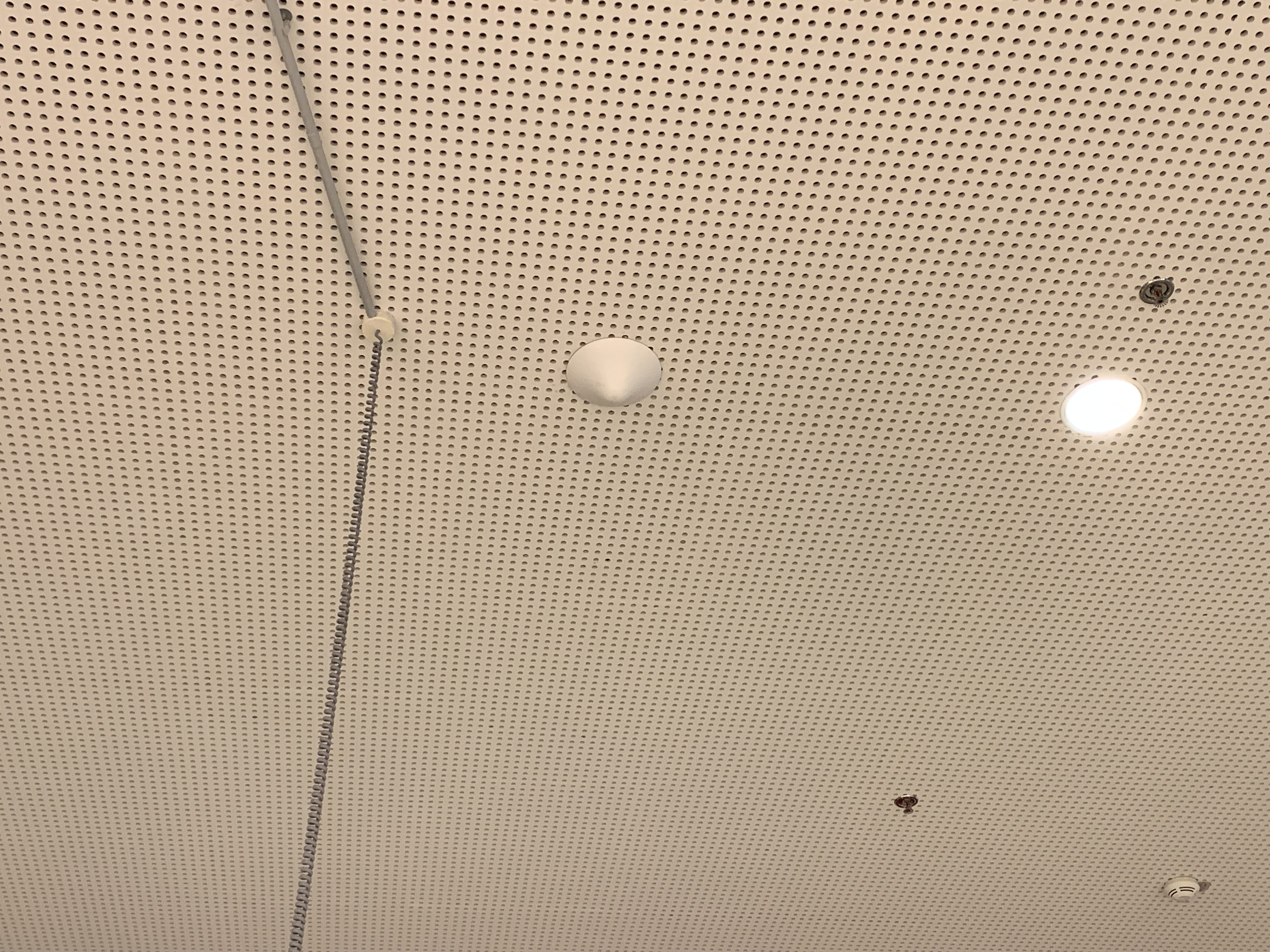
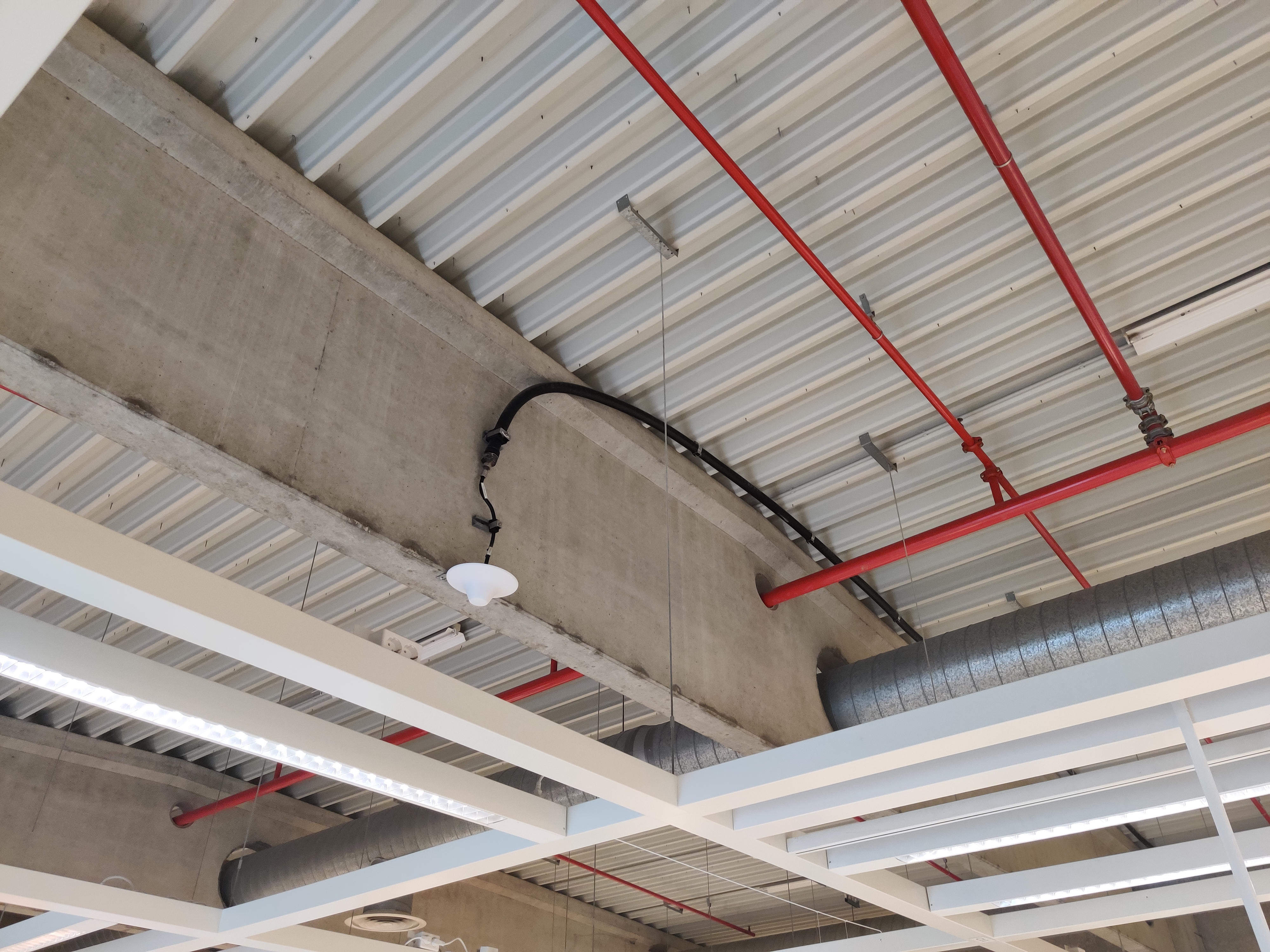